# Adelaida de Vermandois
Adelaida de Vermandois (n. 1062–d. 1122) a fost suo jure conte de Vermandois și de Valois și ultimul membru al dinastiei carolingiene.
Adelaida era fiică a contelui Herbert al IV-lea de Vermandois cu Adela de Valois și de Vexin. Fratele ei mai tânăr, Otto a devenit conte de Vermandois până la moarte tatălui lor din 1080. Cu toate acestea, cinci ani mai târziu, el a fost dezmoștenit de către conciliul baronilor din Franța ca urmare a problemelor sale de sănătate mentală. Astfel, Adelaida și soțul ei au succedat în comitatele de Vermandois și Valois.
Adelaida s-a căsătorit prima oară cu Hugo Magnus, fiu al regelui Capețian al Franței Henric I și frate mai mic al viitorului rege, Filip I. Prin această căsătorie, Adelaida a avut nouă copii:
- Matilda (n. 1080–d. 1130), căsătorită cu Raoul I de Beaugency
- Beatrice (n. 1082 – d. după 1144), căsătorită cu Hugo al III-lea de Gournay
- Elisabeta de Vermandois (n. 1081–d. 1131), devenită contesă de Leicester
- Raoul (n. 1085–d. 1152), succesor în comitatul de Vermandois
- Constanța (n. 1086), căsătorită cu Godefroi de la Ferté-Gaucher
- Agnes (n. 1090–d. 1125), căsătorită cu Bonifaciu de Savona
- Henric (n. 1091–d. 1130), senior de Chaumont-en-Vexin
- Simon (n. 1093–d. 1148)
- Guillaume, posibil căsătorit cu Isabela, fiică ilegitimă a regelui Ludovic al VI-lea

În 1104, s-a căsătorit pentru a dua oară cu contele Renaud al II-lea de Clermont. În urma acestei căsătorii, a avut o fiică, Margareta, care se va căsători cu contele Carol I de Flandra.
În 1102, Adelaida a fost succedată de către fiul ei, Raoul I. Ea a murit în 1122, odată cu ea disppărând și Dinastia Carolingiană.